# Aspilota alexanderi
Aspilota alexanderi är en stekelart som beskrevs av Fischer 1969. Aspilota alexanderi ingår i släktet Aspilota och familjen bracksteklar. Inga underarter finns listade.